# Mór Kóczán
Mór Kóczán, també conegut amb el pseudònim de Miklós Kovács; (Kocs, Komárom-Esztergom, 8 de gener de 1885 – Alsógöd, 30 de juliol de 1972) va ser un atleta i pastor calvinista hongarès.
Especialista en llançaments, els millors resultats els va obtenir en llançament de javelina, en què guanyà cinc campionats hongaresos entre 1911 i 1918. Kóczán va competir per Hongria als Jocs Olímpics de 1908, on va disputar quatre proves del programa d'atletisme. Quatre anys més tard, als Jocs d'Estocolm va guanyar la medalla de bronze en el llançament de javelina, alhora que finalitzava en 12a posició en llançament de javelina a dues mans i 33è en llançament de disc.
En finalitzar la Primera Guerra Mundial i després del Tractat del Trianon que redefiní les fronteres d'Hongria, Kóczán, junt a centenars de milers de la minoria hongaresa van passar a formar part del nou estat de Txecoslovàquia. El 1920 es proclamà campió txecoslovac de llançament de javelina i Quatre anys més tard va representar aquest país als Jocs de París, finalitzant en 23a posició en llançament de javelina.
Al costat d'atletisme no va oblidar mai els seus deures pastorals i va instar les comunitats locals per fer esport. El 1948 va ser deportat a Hongria i va viure les últimes dècades de la seva vida a Alsógöd, on va morir el 1972.